# Nordöstra Göteborg
Nordöstra Göteborg är en av SCB avgränsad och namnsatt tätort i  stadsdelsområdet Angered i Göteborgs kommun. Tätorten består främst av bebyggelse i Hammarkullen och Gunnared (Gårdsten, Lövgärdet, Rannebergen, Angered centrum). Den är den största tätorten i Sverige som inte är sin kommuns centralort. Det är också den tredje mest tätbebodda tätorten i Sverige efter Fisksätra och Norra Riksten, båda i Storstockholm. Tätorten bildades 2015, då SCB gjorde en ny tolkning av tätortsdefinitionen och kom fram till att stadsdelen Angered inte längre uppfyller kraven för att tillhöra tätorten Göteborg.

## Befolkningsutveckling
| Befolkningsutvecklingen i Nordöstra Göteborg 2015–2020 | Befolkningsutvecklingen i Nordöstra Göteborg 2015–2020 | Befolkningsutvecklingen i Nordöstra Göteborg 2015–2020 | Befolkningsutvecklingen i Nordöstra Göteborg 2015–2020 | Befolkningsutvecklingen i Nordöstra Göteborg 2015–2020 |
| ------------------------------------------------------ | ------------------------------------------------------ | ------------------------------------------------------ | ------------------------------------------------------ | ------------------------------------------------------ |
|                                                        |                                                        |                                                        |                                                        |                                                        |
| År                                                     |                                                        |                                                        | Folkmängd                                              | Areal (ha)                                             |
| 2015                                                   | 2015                                                   |                                                        | 45 106                                                 | 1 059                                                  |
| 2020                                                   | 2020                                                   |                                                        | 47 211                                                 | 1 080                                                  |
| Anm.: Ny tätort 2015 utbruten ur tätorten Göteborg     |                                                        |                                                        |                                                        |                                                        |